# Jean-François Reubell
Jean-François Reubell (Colmar, 8 ottobre 1747 – Colmar, 23 novembre 1807) è stato un politico, diplomatico e avvocato francese.
Anche noto come Jean-François Rewbell, fu figura importante della Rivoluzione francese.

## Esordi
Nato a Colmar (in Alsazia), avvocato, fu presidente del locale ordine forense.

## La Grande rivoluzione
Nel 1789 venne eletto deputato del Terzo Stato agli Stati Generali per il baliato di Colmar-Schlestadt.
Quando gli Stati Generali si trasformarono in Assemblea nazionale costituente, le sue capacità di tribuno, le conoscenze legali e l'austero stile di vita, gli portarono consensi ed influenza. Partigiano delle riforme rivoluzionarie, Reubell votò a favore di diverse riforme tra le quali la costituzione civile del clero, ma si oppose alla Dichiarazione dei diritti dell'uomo e del cittadino per quanto atteneva al riconoscimento dei diritti degli Ebrei alsaziani.
Nel luglio 1791, dopo la fuga di Luigi XVI, allora sovrano costituzionale, Reubell abbandonò il Club dei Giacobini per aderire al Club dei Foglianti.
Nel corso della sessione legislativa, dopo che l'Assemblea costituente era stata sciolta nel settembre di quell'anno, esercitò la funzione di syndic, ovvero di ufficiale giudiziario per il dipartimento dell'Alto Reno.
Nel 1792 venne eletto alla Convenzione nazionale e venne incaricato di una missione in Renania, per sostenere l'unificazione della regione dell'Elettorato Palatino e di altri territori limitrofi alla Francia.
Di ritorno a Parigi, fu zelante sostenitore del processo a Luigi XVI, benché fosse lontano all'epoca della condanna a morte del sovrano.

## Direttorio e ritiro
Prese parte alla reazione termidoriana, il movimento che provocò la caduta di Robespierre, e divenne un membro del riorganizzato Comitato di salute pubblica e del Comitato di sicurezza generale.
Nei primi mesi del 1795 assistette Sieyès nelle trattative per la capitolazione della Repubblica Batava (Trattato dell'Aia (1795)). Alla propria moderazione dovette la elezione, in ben diciassette dipartimenti, al Consiglio dei cinquecento.
Nel novembre 1795 venne eletto membro del Direttorio, di cui divenne presidente nel 1796. Entrò anche nel Consiglio degli Anziani.
Come direttore, svolse un ruolo di primo piano nel soffocare il tentativo realista del 18 fruttidoro nonché il successivo tentativo giacobino-hebertista noto come congiura degli Uguali, capeggiata da Babeuf e Filippo Buonarroti.
Fu l'artefice dell'annessione della Renania e della parte meridionale dei Paesi Bassi, nonché della invasione della Svizzera, con successiva creazione della Repubblica Elvetica.
Fu però estromesso dal Direttorio nel 1799, accusato di essere responsabile delle sconfitte repubblicane di fronte agli alleati della Prima coalizione. Fu sostituito da Sieyès.
Dopo il Colpo di Stato del 18 brumaio a opera di Napoleone Buonaparte, venne definitivamente escluso dalla vita pubblica. Si ritirò nella natìa Colmar, ove morì, durante il Primo Impero.